# Dalbulus longulus
Dalbulus longulus är en insektsart som beskrevs av Delong 1950. Dalbulus longulus ingår i släktet Dalbulus och familjen dvärgstritar. Inga underarter finns listade i Catalogue of Life.